# Запольский, Борис Фёдорович
Борис Фёдорович Запольский (1869—1905) — полковник, герой похода в Китай в 1900—1901 годах и русско-японской войны.

## Биография
Родился 27 августа (8 сентября) 1869 года. 
Образование получил в Тифлисском кадетском корпусе и Михайловского артиллерийского училища. В 1889 году был произведён в подпоручики и определён на службу в 19-ю конно-артиллерийскую батарею; затем служил в 3-й конно-артиллерийской батарее.
По окончании Николаевской академии Генерального штаба в 1895 году был причислен к Генеральному штабу и назначен в Приамурский военный округ. Участвуя в занятии Ляодунского полуострова и Порт-Артура, Запольский в качестве офицера генерального штаба был назначен в состав Квантунского отряда и произвёл обширную рекогносцировку всего Квантуна. Затем он принимал участие в различных комиссиях по вооружению приморских батарей Порт-Артура, по устройству Талиенвана и других.
В 1899 году Запольский вернулся в Россию для цензового командования эскадроном в 22-м драгунском Астраханском полку, но, когда в 1900 году в Китае вспыхнуло Боксёрское восстание, он снова отправился на Дальний Восток, был назначен в распоряжение командующего войсками Амурской области генерал-лейтенанта Грибского и за рекогносцировку Айгуна в ночь на 17 июня и взятие китайских орудий был награждён орденом св. Георгия 4-й степени (15 сентября 1900 года).
По прибытии в Порт-Артур Запольский был назначен штаб-офицером для особых поручений при штабе Южно-Маньчжурского отряда генерал-лейтенанта Субботича и с этим отрядом во время наступления к Мукдену принял участие во взятии Айсанцзянской позиции 10 и 13 сентября 1900 года, в поражении войск генерала Шау-Чана у деревни Шахе 14 сентября и во взятии города Ляояна 15 сентября. За эти бои Запольский был награждён орденами св. Анны 3-й степени с мечами и бантом и св. Станислава 2-й степени с мечами.
В конце 1900 года Запольский был назначен в полковой район 1-го Восточно-Сибирского стрелкового полка для составления военно-статистического описания района и в то же время принимал деятельно участие в очищении Мукденской провинции от китайских войск и шаек хунхузов. Так, он принимал участие в экспедиции генерал-лейтенанта Церпицкого в Восточную Монголию с 15 февраля по 6 марта 1901 года и в Луганской экспедиции под начальством генерал-лейтенанта барона Каульбарса, неоднократно командуя отдельными отрядами и колоннами.
14 июля 1901 года подполковник Запольский был назначен старшим адъютантом штаба 2-го Туркестанского армейского корпуса, а 16 ноября 1902 года начальником штаба крепости Кушки.
С началом русско-японской войны Запольский получил назначение состоять в распоряжении наместника Его Императорского Величества на Дальнем Востоке. До Ляоянских боёв он долгое время командовал особыми, сформированными при 1-м Сибирском армейском корпусе пластунскими командами, производя смелые разведки и постоянно тревожа противника. По отходе же армии к Мукдену он некоторое время командовал отдельным отрядом на левом фланге армии за болезнью полковника Мадритова.
Во время Мукденской операции Запольский был назначен в распоряжение генерала Каульбарса и 21 февраля получил приказание двинуться с шестью батальонами на Ташичао, образовав заслон на Синминтинской дороге. Под прикрытием этого заслона остальные колонны генерала Каульбарса должны были ударом в левый фланг армии Ноги отбросить её на запад. Когда утром 22 февраля, после неудачных попыток колонн Леша, Де-Витта и Запольского овладеть Ташичао, японцы начали наступать по Синминтинской дороге, в обход отряда Запольского, и, атаковав занятую Лешем деревню Цуанванче, заставили её очистить, Запольский весь день удерживал деревню Цаохатунь и только ночью, усмотрев наступление на него с севера густых колонн противника, отошёл на крайний правый фланг армии, к деревне Падяза.
К утру 23 февраля отряд Запольского уменьшился на один батальон и состоял из одного батальона 162-го пехотного Ахалцыхского полка и четырёх маршевых батальонов, только что прибывших на театр войны; с ними Запольскому и пришлось выполнять тяжёлую и ответственную задачу — обеспечивать от обхода русскую армию. Японцы повели наступление в 7 часов утра. Армии Ноги было приказано во что бы то ни стало, ценою каких бы то ни было жертв сбить противника и захватить пути отступления русских. Наступление японцев, сначала медленное, вскоре перешло в энергичные яростные атаки, особенно на деревню Падязу. Запольский, вполне сознавая важное значение этой деревни, несмотря на громадные потери, упорно оборонял её. Около 11 часов утра защитники начали сдавать; Запольский поспешил к ним; чтобы подбодрить их, он выехал вперед и был убит двумя пулями. Лишившись своего начальника, русские войска отошли к деревне Сантайцзы в резерв.
Генерал Куропаткин в телеграмме о смерти Запольского отметил что это был «выделявшийся своею доблестью георгиевский кавалер».
Тело Запольского было перевезено в Санкт-Петербург и с воинскими почестями захоронено на Никольском кладбище Александро-Невской лавры.

## Упоминания в литературе
В «Военной энциклопедии» Сытина дана следующая характеристика Запольского: «Несколько необщительного, замкнутого характера, Запольский тем не менее своей твердостью, энергией, работоспособностью и беззаветной храбростью импонировал своим подчинённым: его уважали, за ним охотно шли в бой, с ним чувствовали себя спокойно. Замечательно чертой Запольского была способность быстро ориентироваться в самой запутанной обстановке и на всякой местности днём и ночью. Запольский всей душой был предан военному делу; он был рожден для управления войсками, и прискорбно, что смерть так рано унесла этого даровитого офицера».
В книге А. А. Игнатьева "50 лет в строю " есть упоминание о Запольском:

Влетели в какую-то деревню совсем близко к сопке,где нас остановил окриком подполковник Генерального штаба Запольский.Это был ещё совсем молодой румяный блондин,неизменно носивший большую папаху из коричневой мерлушки и беленький Георгиевский крестик в петлице.Он получил его еще в китайскую компанию,старался оправдать его в эту войну и был впоследствии убит под Мудкеном.